# Carl Crome (Jurist)
Carl Friedrich Theodor Crome (* 11. Juli 1859 in Düsseldorf; † 9. Juni 1931 in Bonn) war Professor der Rechtswissenschaften in Berlin und Bonn.

## Leben
Crome war einziger Sohn des königlichen Landgerichtspräsidenten in Koblenz Otto Crome (* 16. Mai 1829 in Düsseldorf; † 1. Juni 1894 in Koblenz) und seiner Frau Adele von Delitz (* 5. Dezember 1828 in Köln; † 15. August 1903 in Koblenz), Tochter des Majors Friedrich Theodor von Delitz. Er studierte in Bonn und Leipzig bei Roderich von Stintzing, Bernhard Windscheid und Adolf Wach Rechtswissenschaften und wurde zum Dr. jur. promoviert.
1885 wurde er Amtsrichter in Merzig, 1890 in Frankfurt am Main. Nach der Habilitation 1892 wurde er Privatdozent  in Marburg, 1895 außerordentlicher Professor in Berlin, 1899 ordentlicher Professor und Geheimer Justizrat in Bonn.
Seine wissenschaftliche Arbeit galt insbesondere der Rechtsvergleichung, unter anderem der Beschäftigung mit dem italienischen und dem französischen Recht. Sein Hauptwerk ist eine Gesamtdarstellung des (damals) neuen Bürgerlichen Rechts unter Vereinigung seiner romanistischen und germanistischen Grundlagen.
Einer seiner Schüler war Sally Jacobsohn.
Er heiratete 28. November 1888 in Bonn Henriette von Sandt (* 29. September 1865 in Bonn; † 19. Mai 1943 in Berlin). Der älteste Sohn Otto (1890–1967) wurde Regierungsrat in Berlin und Ansbach. Zwei weitere Kinder starben früh. Ein zweiter Sohn Karlfelix (1905–1929) starb als Gerichtsreferendar.

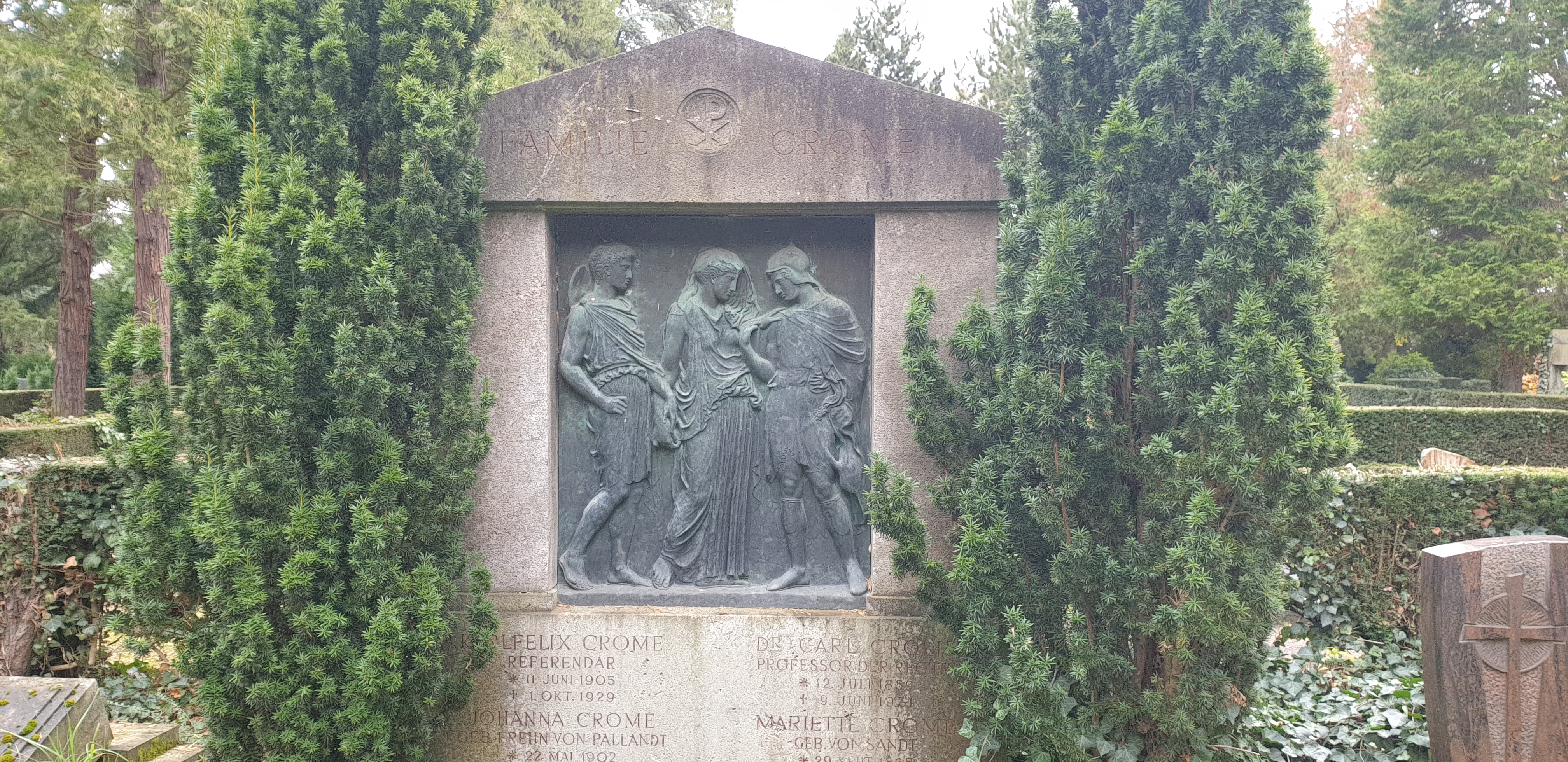
Grab der Familie Crome

Cromes Grab befindet sich auf dem Südfriedhof in Bonn.

## Werke
- System des Deutschen Bürgerlichen Rechts. Fünf Bände, 1900 bis 1912
- Allgemeiner Teil der modernen französischen Privatrechtswissenschaft. 1892
- Grundlehren des französischen Obligationenrechts. 1894
- Handbuch des französischen Zivilrechts (auf der Grundlage von K.S. Zachariae). Vier Bände, 1894/95
- Die Rechtswissenschaft der Gegenwart in Selbstdarstellungen II. 1925